# Grijze buulbuul
De grijze buulbuul (Hemixos cinereus) is een zangvogel uit de familie Pycnonotidae (buulbuuls).

## Verspreiding en leefgebied
Deze soort komt voor op Malakka en Sumatra en Borneo en telt twee ondersoorten:
- H. c. cinereus: Malakka en Sumatra.
- H. c. connectens: noordelijk Borneo.

## Status
De grootte van de populatie is niet gekwantificeerd maar de soort wordt omschreven als schaars tot algemeen. Op de Rode lijst van de IUCN heeft deze soort de status niet bedreigd.